# Pass It Around
Pass It Around — дебютний студійний альбом британського рок-гурту Smokie, який вийшов 14 лютого 1975 року.

## Композиції
1. «Pass It Around» — 3:07
2. «Daydreamin'» — 2:17
3. «Oh Well, Oh Well» — 3:17
4. «My Woman» — 3:22
5. «It Makes Me Money» — 2:57
6. Headspin — 3:32
7. «Goin' Tomorrow» — 3:43
8. «I Do Declare» — 3:46
9. «Don't Turn Out Your Light» — 4:01
10. «Will You Love Me» — 3:44
11. «A Day at the Mother-in-Law's» — 2:51
12. «The Coldest Night» — 4:15
13. «Shy Guy» — 3:25

## Учасники запису
- Кріс Норман — вокал, гітара
- Алан Сілсон — гітара
- Террі Аттлі — бас-гітара
- Піт Спенсер — ударні